# Cyanella hyacinthoides
Cyanella hyacinthoides är en enhjärtbladig växtart som beskrevs av Adriaan van Royen och Carl von Linné. Cyanella hyacinthoides ingår i släktet Cyanella och familjen Tecophilaeaceae. Inga underarter finns listade i Catalogue of Life.